# DDR-Meisterschaften im Hallenfaustball 1979/80
Die DDR-Meisterschaften im Hallenfaustball 1979/80 waren die 28. Austragung der DDR-Meisterschaften der Männer und Frauen im Hallenfaustball der DDR in der Saison 1979/80. Die Finalturniere fanden im April 1980 in Halle-Neustadt statt.
An den Turnieren nahmen die jeweils vier bestplatzierten Mannschaften der DDR-Oberliga teil.
Bei den Frauen holte sich Chemie Weißwasser den vierten Titel in Folge. Lokomotive Dresden verteidigte seinen Titel bei den Männern.

## Frauen
Spiele:
- TSG Berlin-Oberschöneweide – Chemie Weißwasser 10:33
- TSG Berlin-Oberschöneweide – Lok Dresden 25:19
- TSG Berlin-Oberschöneweide – Lok Schwerin 29:15

Endstand
| Platz | Mannschaft                 |
| ----- | -------------------------- |
| 1.    | Chemie Weißwasser          |
| 2.    | TSG Berlin-Oberschöneweide |
| 3.    | Lok Schwerin               |
| 4.    | Lok Dresden                |

## Männer
Endstand
| Platz | Mannschaft           |
| ----- | -------------------- |
| 1.    | Lok Dresden          |
| 2.    | Fortschritt Glauchau |
| 3.    |                      |
| 4.    |                      |

Aufsteiger aus der Liga in die Oberliga war auch die Berliner Mannschaft der BSG Lok „Erich Steinfurth“.